# Сойки (Чечерский район)
Сойки (бел. Сойкі) — посёлок в Ровковичском сельсовете Чечерском районе Гомельской области Беларуси.

## География

### Расположение
В 12 км на юг от Чечерска, 32 км от железнодорожной станции Буда-Кошелёвская (на линии Гомель — Жлобин), 60 км от Гомеля.

### Гидрография
На востоке мелиоративный канал, соединённый с рекой Сож (приток реки Днепр).

## Транспортная сеть
Рядом автодорога Науховичи — Ровковичи. Планировка состоит из короткой, почти меридиональной улицы, застроенной деревянными усадьбами.

## История
Основан в начале XX века переселенцами из соседних деревень. Наиболее активное время застройки приходится на 1920-е годы. В 1926 году в Науховичском сельсовете Чечерского района Гомельского округа. В 1929 году организован колхоз. 5 жителей погибли на фронтах Великой Отечественной войны. Согласно переписи 1959 года в составе колхоза имени С. М. Кирова (центр — деревня Крутое).

## Население

### Численность
- 2004 год — 2 хозяйства, 3 жителя.

### Динамика
- 1926 год — 26 дворов, 138 жителей.
- 1959 год — 98 жителей (согласно переписи).
- 2004 год — 2 хозяйства, 3 жителя.
- 2020 год — 1 хозяйство, 1 житель.